# Flucht ins Schilf
Pour plus de détails, voir Fiche technique et Distribution.
Flucht ins Schilf (titre français : De séducteur à meurtrier) est un film autrichien réalisé par Kurt Steinwendner (de) sorti en 1953.

## Synopsis
Sur le lac de Neusiedl, à l'extrême est de l'Autriche. Le chasseur professionnel Imre Karoly entend un coup de feu et son chien suit la piste et découvre un homme mort dans la lande entourée de roseaux. Il s'agit du facteur Gerhard Altdorfer. Comme des traces d'abus sont découvertes sur son cadavre et que le mort fut manifestement volé, on suppose qu'il doit s'agir d'un crime. Tout un village est inquiet, tout le monde est soupçonné de meurtre. La rumeur se répand bientôt qu'un gitan doit être le tueur. Mais les soupçons sont prématurés, et les investigations se concentrent finalement sur cinq jeunes hommes, dont le fils du chasseur, Stephan Karoly, et Walter Koger, ainsi que trois autres jeunes hommes.
L'enquête révèle que Koger était avec Elisabeth Karoly, la fille du chasseur, la nuit du crime, pour des raisons amoureuses. Cependant, elle ne peut pas donner d'alibi à Walter ; Elisabeth est fiancée au policier qui enquête sur le meurtre et ne veut en aucun cas mettre en péril cette relation. Alors que Walter se retrouve bientôt dans de sérieux ennuis, Elisabeth rompt son silence et lui donne l'alibi dont il a tant besoin. Finalement, le cours des événements devient clair. Le facteur n'était pas aussi innocent qu'on le pensait. Il avait volé un vélo et était alors suivi par Stephan et ses amis. Une altercation physique s'ensuivit, au cours de laquelle les quatre jeunes hommes poursuivirent et battirent Altdorfer. Le facteur fuit ses poursuivants dans les roseaux et s'est noyé dans la tourbière.

## Fiche technique
- Titre original : Flucht ins Schilf
- Réalisation : Kurt Steinwendner (de)
- Scénario : Kurt Steinwendner
- Musique : Paul Kont (de)
- Photographie : Walter Partsch (de)
- Producteur : Walter Robert Lach (de)
- Société de production : Hoela-Film
- Société de distribution : Ring-Film-Verleih
- Pays d'origine :  Autriche
- Langue : allemand
- Format : Noir et blanc - 1,37:1 - Mono - 35 mm
- Genre : Policier
- Durée : 93 minutes
- Dates de sortie :
  -  Autriche : 6 mars 1953.
  -  Allemagne de l'Ouest : 1er avril 1954.
  -  France : 16 août 1957[1].

## Distribution
- Heinz Altringen : Imre Karoly, chasseur professionnel
- Kurt Jaggberg (de) : Stephen Karoly, son fils
- Ilka Windisch : Elisabeth Karoly, sa fille, serveuse
- Walter Regelsberger : Walter Koger
- Gerhard Riedmann (de) : Gerhard Altdorfer, facteur
- Alexander Kerst : Alexander Riss
- Grita Pokorny : Gansl-Anna
- Edith Meinel :	Emma Rotter
- Joe Trummer (de) : Josef Jindra, boucher
- Maria Eis : Christine Koger
- Margit Herzog : Maria Klamm, institutrice
- Bruno Dallansky : Karl Balasz
- Wolfgang Riemerschmid : Franz Seehofer
- Annemarie Ziegler : Irma, fille gitane
- Karl Skraup (de) : Dr. Kefeder
- Peter Gerhard (de) : Balthasar Kurz
- Walter Ruys :	le prêtre du village
- János Horváth : le violoniste gitan

## Production
Flucht ins Schilf est réalisé autour du lac de Neusiedl en 1952. Le film sort de façon limité en Autriche puis en Allemagne.